# Viola portalesia
Viola portalesia är en violväxtart som beskrevs av C. Gay. Viola portalesia ingår i släktet violer, och familjen violväxter. Utöver nominatformen finns också underarten V. p. integerrima.

## Bildgalleri

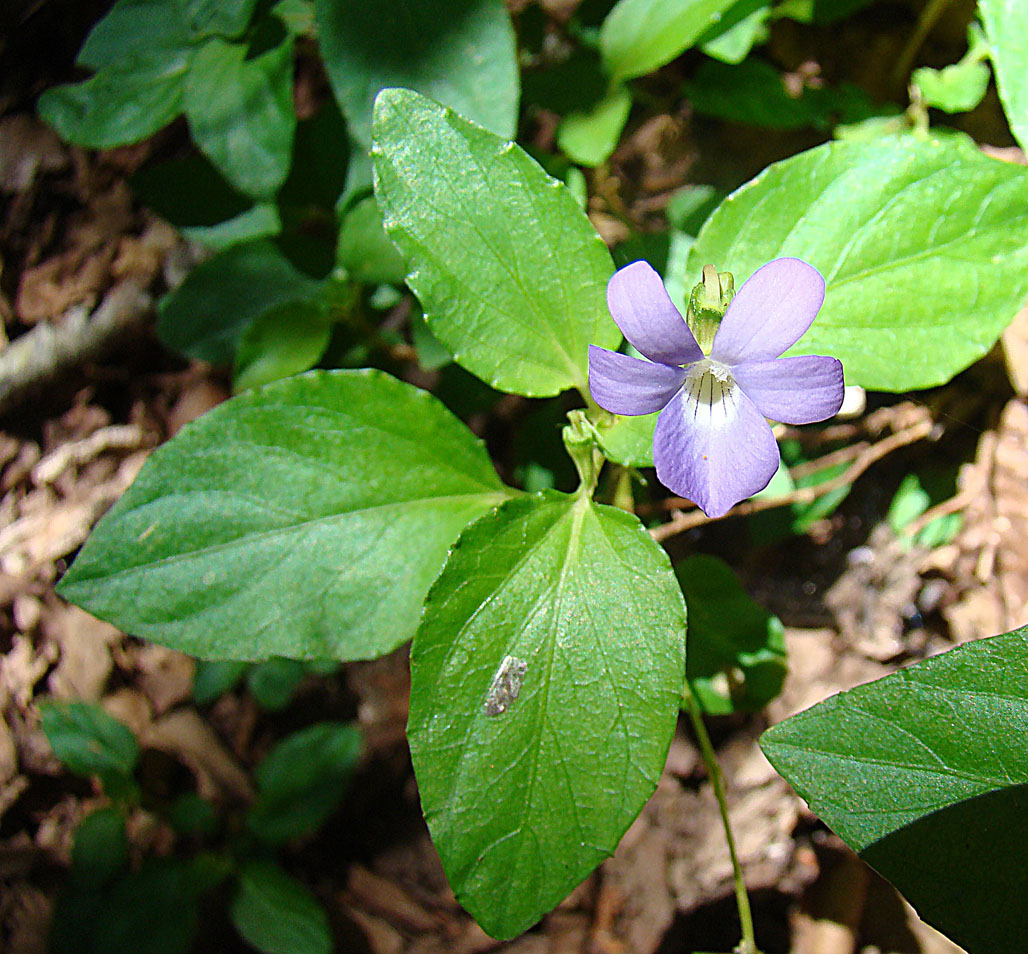
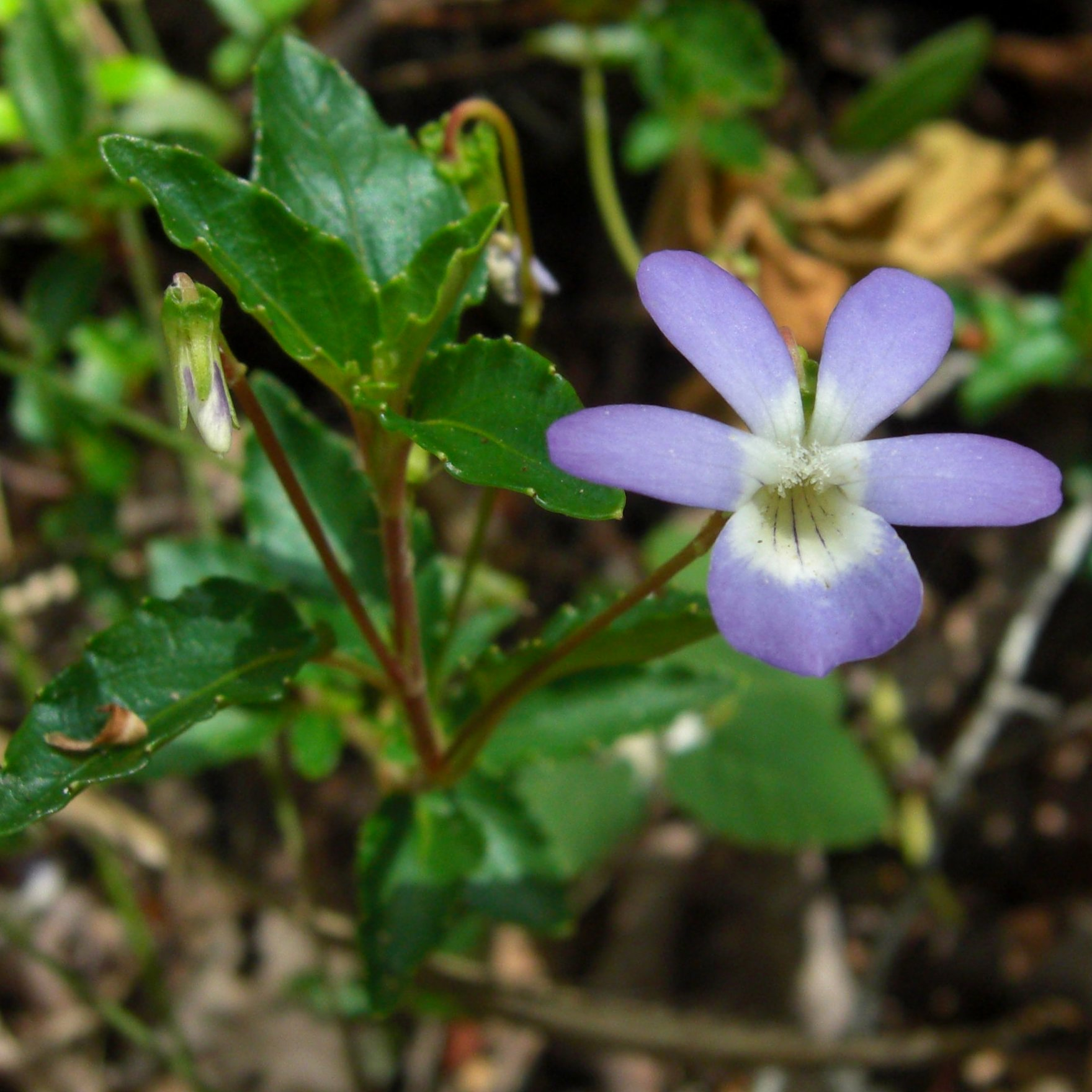
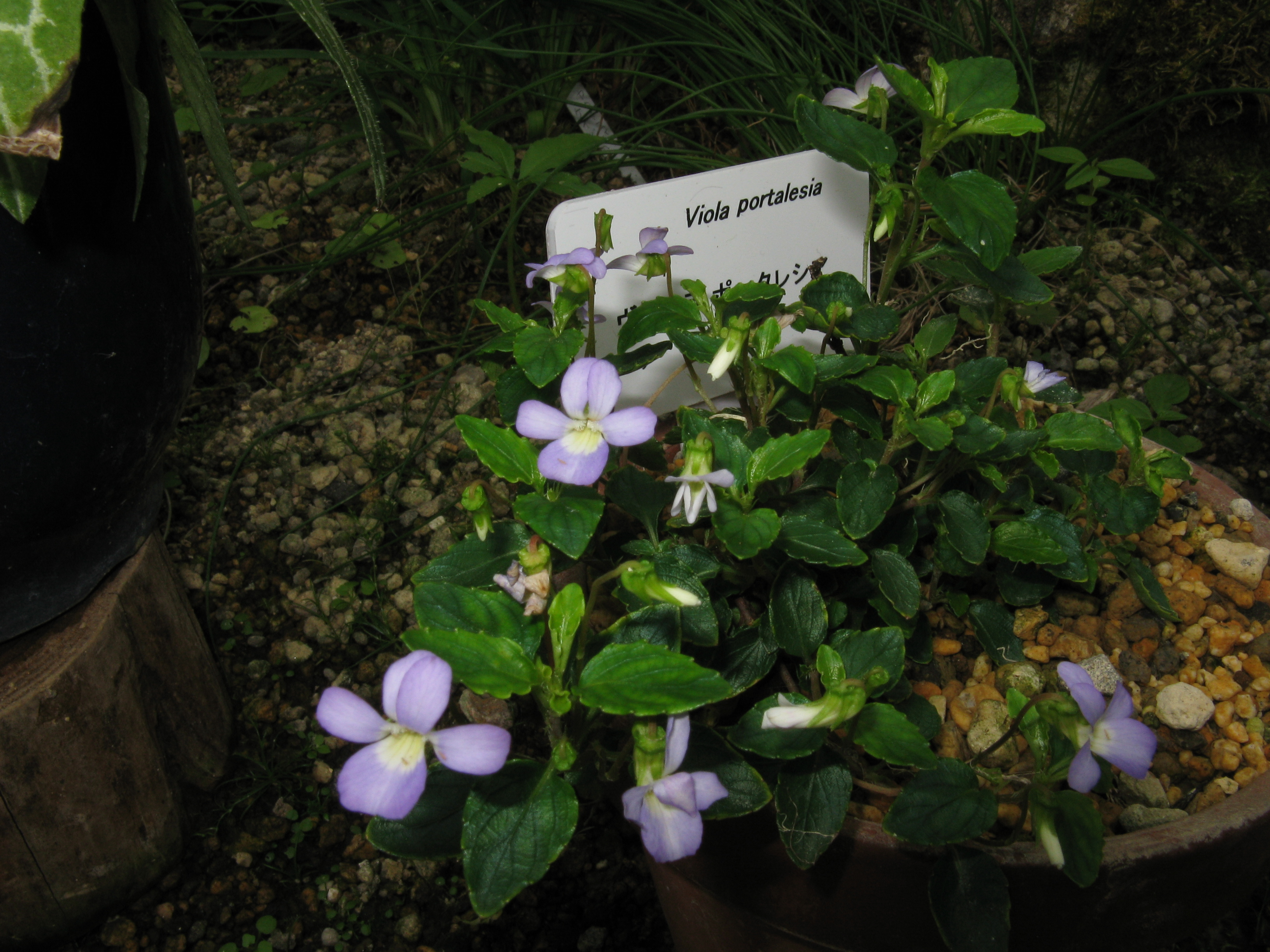
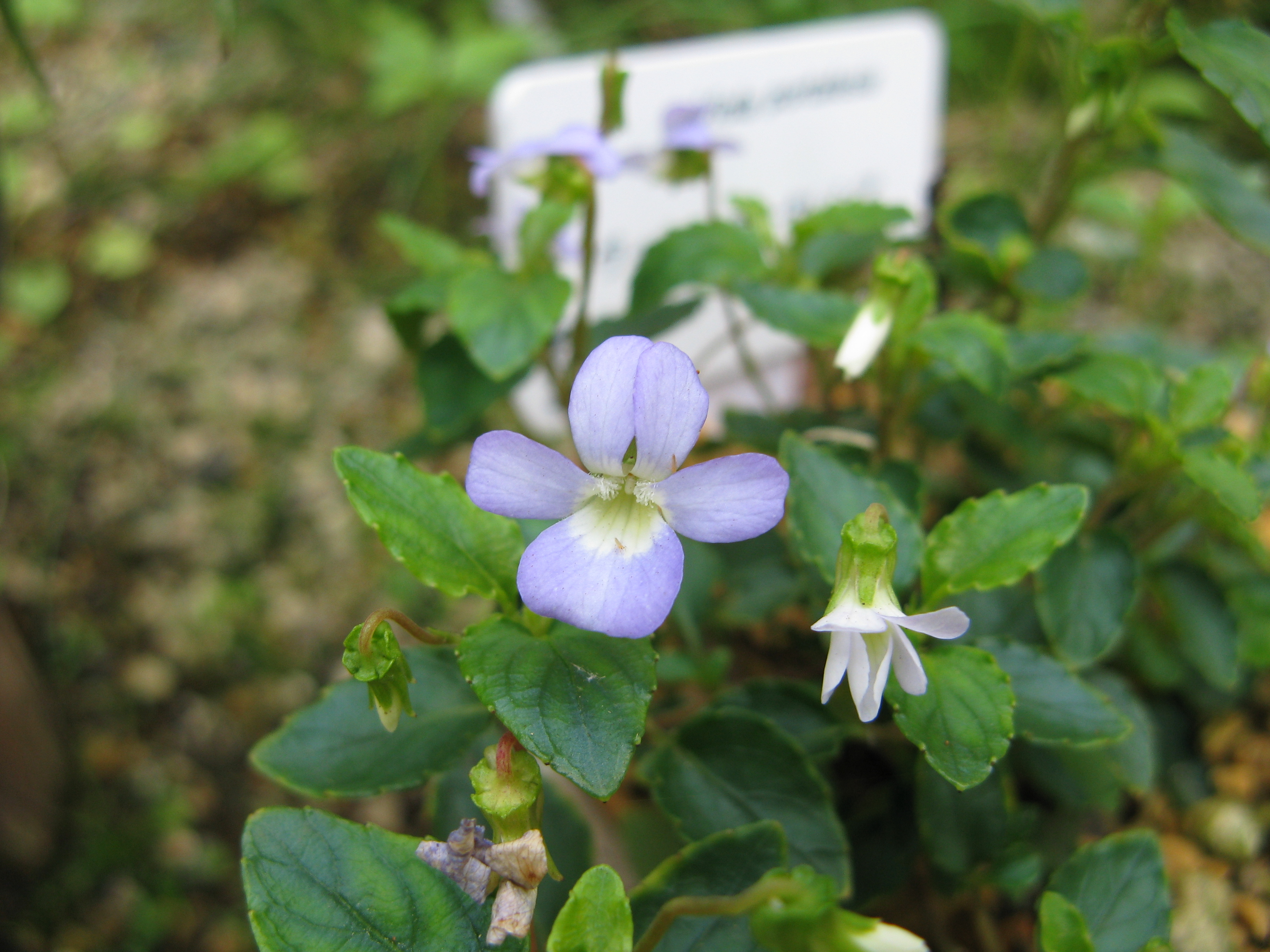
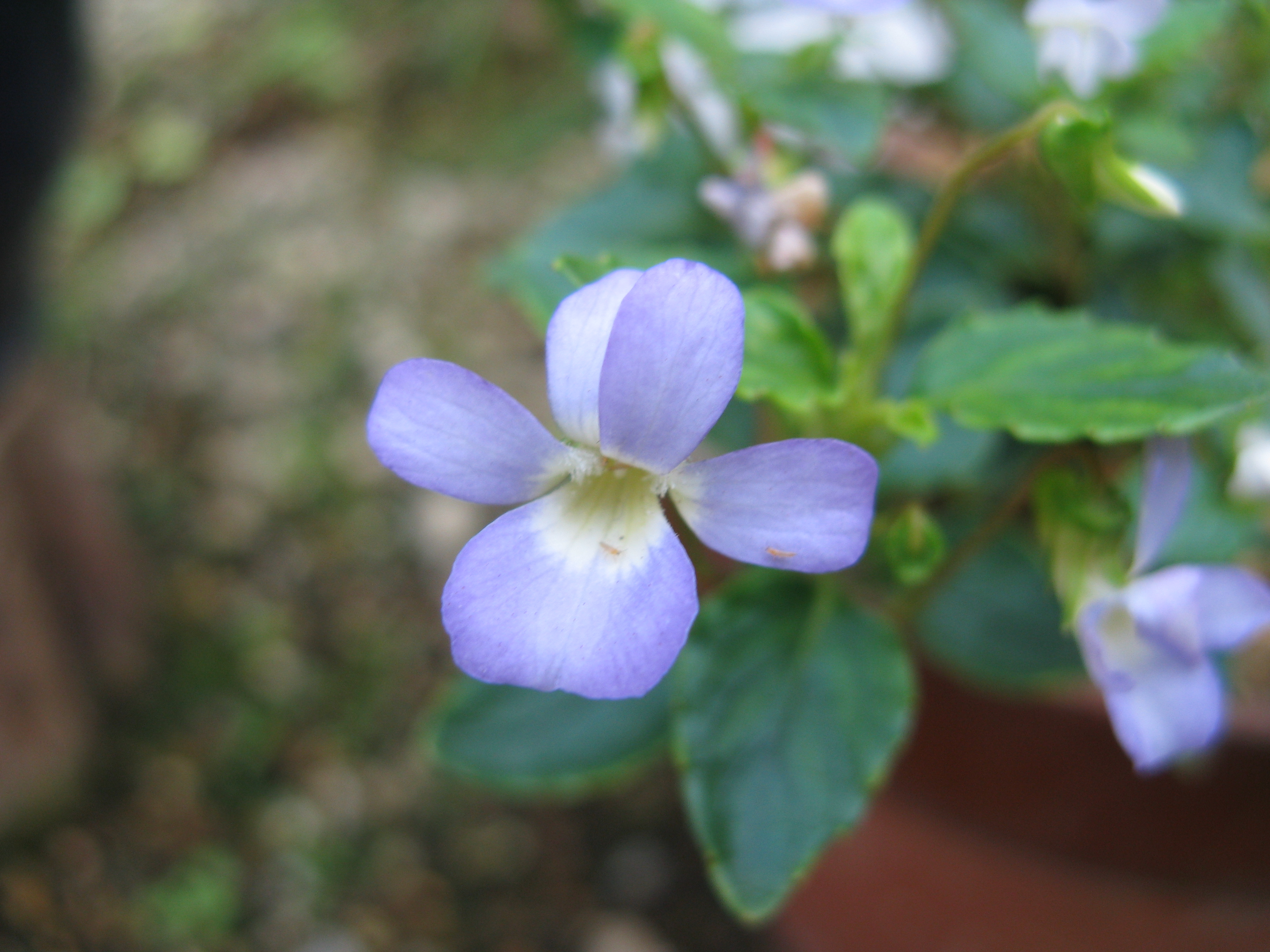